# Kerry Hill

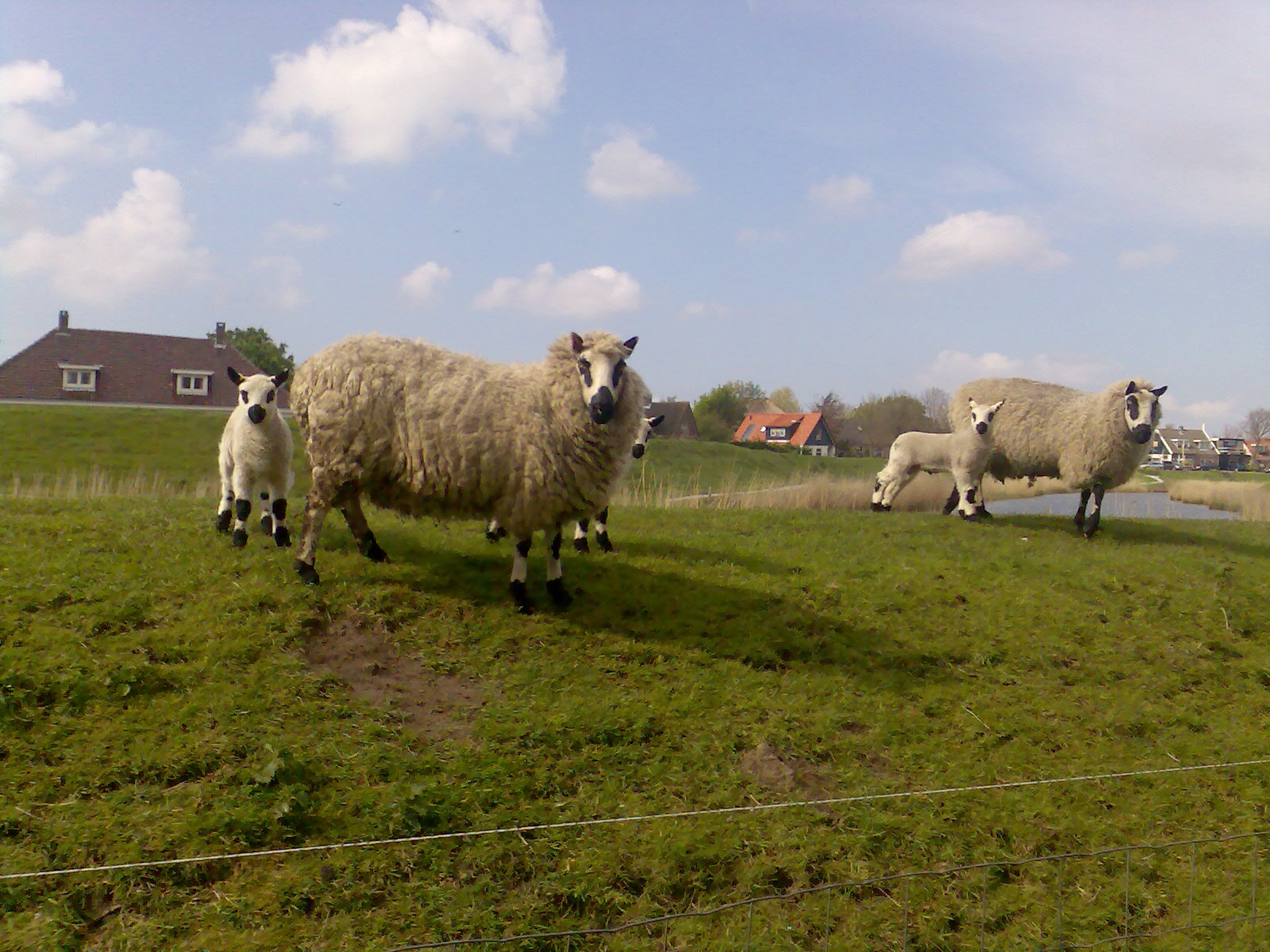
Ooien met jongen, bij De Haukes

Het Kerry Hill schaap is een van oorsprong Brits schapenras dat ontstaan is in de heuvels (hills) in de buurt van het plaatsje Kerry in Wales. 
Het is een vrij fors vleesschaap met een lange, rechte rug en heeft een zeer stevige hals met opgeheven kop. De Kerry Hill heeft erg typische zwarte aftekeningen op de kop, zijnde een zwarte neus, zwarte oogomranding en zwarte, rechtopstaande oren. Verder zijn de voorpoten ook gemarkeerd met zwarte 'knielapjes' en hebben de achterpoten aan de hak ook een zwarte aftekening. De hoefjes zijn altijd zwart, met zwarte 'sokjes'. De rest van de vacht van de Kerry is wit, bruin is een foutkleur voor het ras. De wol van het schaap is van zeer goede kwaliteit. Zowel de ooi als de ram zijn hoornloos. Het gewicht voor de ooien ligt tussen de 55 en 65 kg, dat van de rammen is 65-75 kg. De gemiddelde worpgrootte van dit ras ligt rond 1,7 lammeren. De schapen kennen weinig aflammerproblemen. 
Het is een sterk en sober ras, bijzonder schichtig van aard maar een aparte verschijning. 